# Chieuti
Chieuti (Qefti in arbëreshë) è un comune italiano di 1 460 abitanti della provincia di Foggia in Puglia.
Il paese è noto anche con l'appellativo di "Porta di Puglia", essendo il primo comune pugliese che si attraversa arrivando dalla dorsale adriatica.

## Geografia fisica
Sorge a 221 m s.l.m. su un colle non distante dal mare Adriatico, limitato a nord dal torrente Saccione e a sud dal fiume Fortore. La località balneare Marina di Chieuti è caratterizzata da lunghe spiagge sabbiose.

## Storia
Il territorio chieutino comprende l'area dove sorse l'antica città di Cliternia Frentana, distrutta dai Goti nel 495 d.C.
Chieuti è uno dei due paesi arbëreshë in provincia di Foggia (l’altro è Casalvecchio di Puglia). Vennero fondati nel XV secolo, tra il 1461 e il 1470, dagli immigrati albanesi, ben accolti dai sovrani aragonesi del Regno di Napoli grazie ai rapporti fraterni che li legavano al valoroso capo Giorgio Castriota Skanderbeg. Con l'invasione della Grecia da parte dei Turchi Ottomani nel XV secolo molti Arbëreshë furono costretti ad emigrare nelle isole che erano sotto il controllo di Venezia e in Italia meridionale.
I centri arbëreshë d’Italia, da allora in poi, hanno conservato i costumi e la lingua arcaici ed hanno così trovato un legame molto forte con il Kosovo, altra roccaforte dell’antica cultura albanese. Prima della conquista da parte dell'Impero ottomano tutti gli albanesi venivano chiamati Arbëreshë, ma in seguito dell'invasione turca, mentre gli albanesi che giunsero in Italia continuarono ad indicare se stessi col termine di Arbëreshë, quelli d'Albania assunsero il nome di Shqiptarëve distinguendo così le due comunità. 
L'impronta albanese è tuttora molto viva nella lingua e nella cultura locale. In età moderna Chieuti fu feudo delle famiglie Carafa, de Guevara, Gonzaga, d'Avalos e Maresca.

### Simboli
Nello scudo è raffigurata una torre tonda, posta su un terreno erboso, sui cui merli si posa un nibbio reale. Il gonfalone è un drappo di rosso.

## Monumenti e luoghi d'interesse
- La chiesa sconsacrata di Santa Maria degli Angeli.
- Il centro storico,
- La chiesa cattolica San Giorgio Martire venne fatta costruire in onore di Giorgio Castriota Scanderbeg nel XVI secolo. La chiesa conserva al suo interno una tela raffigurante San Giorgio e il drago. L'opera, ascrivibile ad Alessio D'Elia, è databile intorno al 1740. Nell'edificio sacro fa da pendant al San Giorgio e il drago una tela raffigurante la Madonna del Carmine che dona lo scapolare alle anime del purgatorio, anch'essa ascrivibile alla produzione del D'Elia e quasi sicuramente realizzata in contemporanea col San Giorgio. In linea con il rinnovamento di pieno Settecento che permise alla chiesa di arricchirsi di arredi di pregevole fattura, si rileva la presenza di un manufatto raffigurante la Madonna col Bambino, ascrivibile alle opere di Paolo Saverio di Zinno (1718-1781), scultore molisano molto attivo in Capitanata.

## Società

### Evoluzione demografica
Abitanti censiti

### Lingue e dialetti
Chieuti è uno dei molti comuni alloglotti dell'Italia centro-meridionale. Accanto all'italiano vi si parla un particolare idioma, la lingua arbëreshe, presente particolarmente nella terra d'origine dei suoi abitanti, l'Albania meridionale.

### Tradizioni e folclore
In onore del patrono san Giorgio martire che la Chiesa festeggia il 23 aprile, si rinnova l'appuntamento con la corsa dei carri trainati da buoi, "la carrese", che è certamente l'evento più atteso da tutti i chieutini. La tradizionale corsa viene raccontata anche in un documentario, Bukura. I festeggiamenti in questa occasione durano per ben quattro giorni, dal 21 aprile al 24 aprile, e comprendono diversi eventi. La ricorrenza è molto sentita da tutti i cittadini del paese e il percorso, di 5 km, è ricco di inaspettati avvenimenti, pathos e suggestivi sorpassi. Il tragitto della corsa inizia dalle campagne fuori dal centro abitato e termina davanti alla chiesa di San Giorgio, davanti alla quale viene decretato il vincitore. Non pochi gli imprevisti che spesso accadono, non ultimo nel 2018 quello che vide perdere la vita un cittadino che assisteva alla corsa, colpito e calpestato da uno dei cavalli: il sottosella di un fantino si ruppe e il cavallo colpì lo spettatore. 

## Amministrazione
| Periodo        | Periodo        | Primo cittadino          | Partito                                                        | Carica  | Note  |
| -------------- | -------------- | ------------------------ | -------------------------------------------------------------- | ------- | ----- |
| 17 agosto 1984 | 27 maggio 1989 | Mario Cesare Tartaglia   | Democrazia Cristiana                                           | Sindaco | [ 9 ] |
| 27 giugno 1989 | 13 giugno 1994 | Silvio Vittorio Gallucci | Partito Comunista Italiano, Partito Democratico della Sinistra | Sindaco | [ 9 ] |
| 13 giugno 1994 | 25 maggio 1998 | Angela Fiadino Pensato   | -                                                              | Sindaco | [ 9 ] |
| 25 maggio 1998 | 28 maggio 2002 | Matteo Ionata            | lista civica                                                   | Sindaco | [ 9 ] |
| 28 maggio 2002 | 29 maggio 2007 | Matteo Ionata            | lista civica                                                   | Sindaco | [ 9 ] |
| 29 maggio 2007 | 7 maggio 2012  | Lucia Antonietta Dardes  | lista civica                                                   | Sindaco | [ 9 ] |
| 7 maggio 2012  | 11 giugno 2017 | Lucia Antonietta Dardes  |                                                                | Sindaco | [ 9 ] |
| 11 giugno 2017 | 12 giugno 2022 | Diego Iacono             | lista civica Chieuti libera                                    | Sindaco |       |
| 12 giugno 2022 | in carica      | Diego Iacono             | lista civica Chieuti libera                                    | Sindaco |       |